# Iron Gwazi
Iron Gwazi (früher Gwazi) im Busch Gardens Tampa (Tampa, Florida, USA) ist eine Stahlachterbahn vom Typ IBox Track des Herstellers Rocky Mountain Construction (RMC), die am 11. März 2022 eröffnet wurde. Sie ersetzt die 1999 eröffnete Holzachterbahn Gwazi des Herstellers Great Coasters International. Sie wurde durch den Achterbahnhersteller RMC umgebaut, welcher der Bahn ein neues Layout mit zwei Inversionen gab.

## Allgemeines

### Gwazi
Die Bahn erreichte eine Höchstgeschwindigkeit von 84 km/h und besaß sechs near misses. Der Name Gwazi rührt von einer Fabelkreatur mit dem Kopf eines Tigers und dem Körper eines Löwen her. Beide Strecken zusammen besaßen eine Länge von rund 2069 Meter und beide Strecken, der Tiger sowie der Löwe, hatten einen unterschiedlichen Verlauf.
Gwazi eröffnete nur wenige Monate nach Dragon Challenge in den Universal Studios Islands of Adventure. Sie hielt den Rekord für die meisten near misses auf einem Duelling Roller Coaster.
Das Highlight der Lion-Seite von Gwazi war die Anzahl der Spiralen. Die Züge auf dieser Strecke waren gelb.
Die Tiger-Seite beinhaltete ein Element, das eher an einen Bobschlitten-Slalom, als an eine Holzachterbahn erinnert. Die Züge auf dieser Strecke waren blau.
Im Dezember 2014 wurde bekanntgegeben, dass die Bahn nach 16 Jahren Betrieb am 1. Februar 2015 geschlossen wird.
Am 1. März 2019 gab der Park bekannt, dass Gwazi zur Saison 2020 durch Rocky Mountain Construction (RMC) zu einem Hybrid Coaster umgebaut wird.

### Iron Gwazi
Die neue Iron Gwazi von RMC ist mit einer Höhe von 62,8 m fast doppelt so hoch, wie die ursprüngliche Gwazi, womit sie zur Kategorie der Hyper Coaster zählt und verfügt über ein Gefälle von 91°. Die Streckenlänge beträgt 1242,1 m und ist damit etwas länger, als eine einzelne Spur von Gwazi. Die Bahn liefert den Fahrgäste zwölf Airtimemomente.

## Züge

### Gwazi
Gwazi besaß vier Züge mit jeweils sechs Wagen. In jedem Wagen konnten vier Personen (zwei Reihen à zwei Personen) Platz nehmen. Die Fahrgäste mussten mindestens 1,22 m groß sein, um mitfahren zu dürfen.

### Iron Gwazi
Iron Gwazi besitzt zwei Züge mit jeweils sechs Wagen. In jedem Wagen können vier Personen (zwei Reihen à zwei Personen) Platz nehmen.